# جونگ هو یون
جونگ هو یون (کره‌ای: 정호연؛ زادهٔ ۲۳ ژوئن ۱۹۹۴) مدل و بازیگر اهل کره جنوبی است. او حرفهٔ خود را در سال ۲۰۱۰ به عنوان یک مدل فری‌لنس شروع کرد و در نمایش‌های هفتهٔ مد سئول به مدت دو سال روی استیج می‌رفت. در سال ۲۰۱۳، او در فصل چهارم برنامهٔ مدل برتر بعدی کره شرکت کرد و نفر دوم شد. در سال ۲۰۱۶، او با آژانس سوسایتی منیجمنت قرارداد امضا کرد و کرهٔ جنوبی را ترک کرد تا حرفهٔ خود را در خارج از کشور دنبال کند. او پس از آغاز فعالیت بین‌المللی خود به عنوان یک مدل در هفتهٔ مد نیویورک، برای موی قرمز «آتشین» خود شناخته شد. او در سال ۲۰۱۶ تبدیل به مدل منتخب (ویژه) لویی ویتون شد و در سال ۲۰۲۱، به عنوان سفیر جهانی همین برند انتخاب شد.
در سال ۲۰۲۰، جونگ با سارام انترتینمنت به عنوان بازیگر، قرارداد امضا کرد. نخستین تجربهٔ بازیگری او در سال ۲۰۲۱ و در مجموعهٔ نتفلیکس، بازی مرکب در نقش کانگ سه بیوک بود که توجه جهانی را به خود جلب کرد و تحسین منتقدان را به عنوان ستارهٔ برک‌اوت این مجموعه به دست آورد.

## اوایل زندگی
جونگ زادهٔ ۲۳ ژوئن ۱۹۹۴ در میونموک-دونگ، سئول، کره جنوبی است و دو خواهر و برادر دارد. جونگ از دانشگاه زنان دونگ‌دوک و از رشتهٔ مدلینگ فارغ‌التحصیل شد.

## حرفه

### مدلینگ
جونگ کلاس‌های مدلینگ را در سن ۱۵ سالگی آغاز کرد و حرفهٔ خود را به عنوان مدل فری‌لنس، در سال ۲۰۱۰ از سن ۱۶ سالگی شروع کرد و و در اجراهایی در هفتهٔ مد سئول به مدت دو سال بدون همکاری با هیچ آژانسی روی استیج رفت. زمانی که مدل فری‌لنس بود، او در ادیشن فصل دوم ریلیتی شوی شبکهٔ آن‌استایل، مدل برتر بعدی کره شرکت کرد اما پس قرار گرفتن در ۳۰ نفر برتر، آن را ترک کرد. او با آژانس استیم مدلز در سال ۲۰۱۲ قرارداد امضا کرد و موهایش را رنگ قرمز «آتشین» کرد که مشخصهٔ ظاهری ویژهٔ او بود.

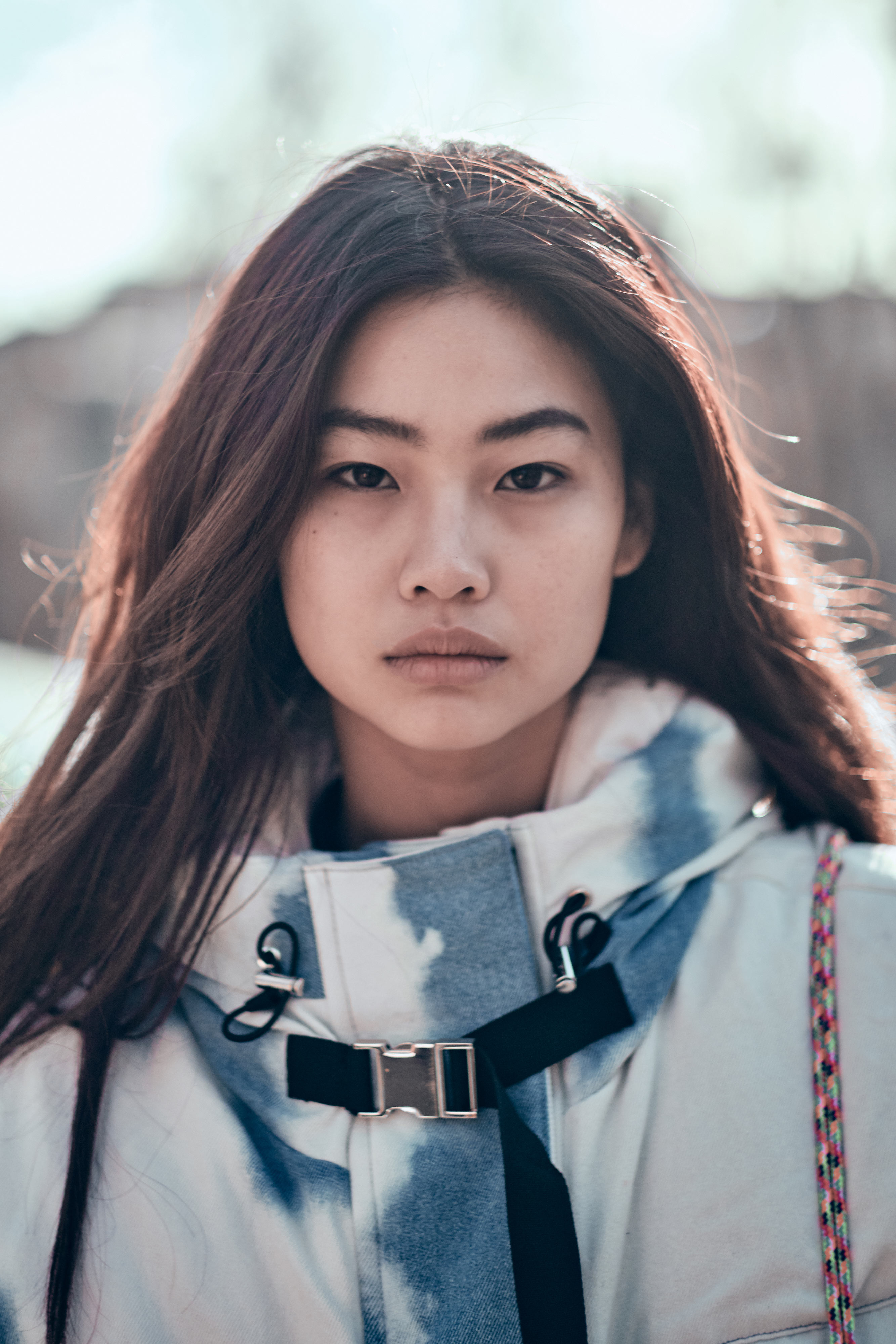
جونگ در سال ۲۰۱۹

او سپس در فصل چهارم این برنامه در سال ۲۰۱۳ شرکت کرد، که پس از حذف شدن در قسمت دوم و سپس بازگشت در قسمت پنجم، او در جایگاه دوم قرار گرفت. او سپس در نسخه‌های کره‌ای مجلاتی مانند وگ، ال و دبلیو پیش از امضای قرارداد با سوسایتی منیجمنت و ترک کره در سال ۲۰۱۶ برای دنبال کردن حرفهٔ خود در خارج از کشور، حضور پیدا کرد.
او فعالیت بین‌المللی خود را به عنوان یک مدل برای مراسم افتتاحیهٔ بهار ۲۰۱۷ در هفتهٔ مد نیویورک، در سپتامبر ۲۰۱۶ آغاز کرد. کمی بعد، او در استیج برندهای مارک جیکوبز، آلبرتا فرتی، مکس مارا و فندی؛ سپس در هارپرز بازار، لاو، دبلیو؛ و در کمپین‌های سفورا و گپ حضور پیدا کرد. در ۲۰۱۷، او اولین حضور در استیج خود را به عنوان یک مدل منتخب (ویژه) برای لویی ویتون در هفتهٔ مد پاریس انجام داد. در سپتامبر ۲۰۱۸، در فهرست «۵۰ مدل برتر» مدلز دات کام قرار گرفت. در مراسم اهدای جوایز مدل آسیایی ۲۰۱۹، او برندهٔ جایزهٔ ستارهٔ آسیایی شد. او برای برندهای بربری، میو میو، جیسون وو، شنل، اسکاپورلی، جیامباتیستا والی، بوتگا ونتا، امیلیو پوچی، پرابل گورونگ، ژکیومیس، گابریلا هرست،< موشینو، اسکار دلا رنتا، روبرتو کاوالی، جرمی اسکات، توری برچ، ژان پل گوتیه، آکنی استودیوز، برندون مکس‌ول، گوچی و لنوین روی صحنه رفته‌است. جونگ همچنین روی جلد مجله‌های وگ کره، وگ ژاپن، سی‌آر فشن بوک، و هارپرز بازار کره ظاهر شده‌است.
جونگ در اکتبر ۲۰۲۱، به عنوان سفیر جهانی لویی ویتون برای مد، ساعت و جواهرات انتخاب شد. در همان ماه، او با آدیداس اوریجینالز برای کمپین ادیکالر آنها همکاری کرد.

### بازیگری
جونگ در حالیکه در خارج از کشور به شغل مدلینگ مشغول بود، در طول تعطیلات برای فراگرفتن بازیگری به صورت دوره‌ای به کره جنوبی برگشت، و در طول سه ماه درس‌های با ارزش بازیگری را فراگرفت. او همچنین برای کمک به یادگیری بازیگری زبان انگلیسی را یادگرفت. در ژانویه ۲۰۲۰، جونگ با آژانس استعداد یابی کره‌ای سارام انترتینمنت قرارداد امضا کرد. نخستین تجربهٔ بازیگری او در سال ۲۰۲۱ و در مجموعهٔ نتفلیکس، بازی مرکب در نقش کانگ سه-بیوک، یک فراری کرهٔ شمالی و جیب‌بر که برای حمایت برادر کوچکترش و پیدا کردن مادرش در کرهٔ شمالی، به پول نیاز دارد. به او یک ماه بعد از امضای قرارداد با سارام، سه سکانس از فیلم نامهٔ این مجموعه داده شد، و در حالیکه برای هفتهٔ مد نیویورک در نیویورک به سر می‌برد، از طریق ویدیو در ادیشن بازیگری برای این نقش شرکت کرد. سپس توسط کارگردان هوانگ دونگ هیوک برای ادیشن دوباره به صورت حضوری در کره جنوبی از او درخواست شد، جایی که این نقش فوراً به او داده شد.

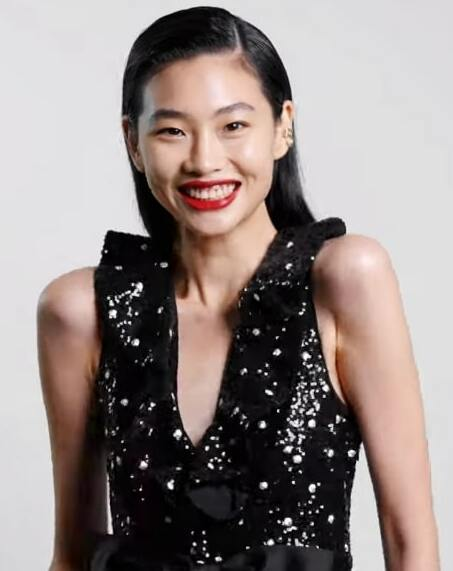
جونگ در اکتبر ۲۰۲۱

او برای یادگیری نقش سه-بیوک، لهجهٔ هام‌گیونگ کاراکترش را با فراری‌های واقعی کره شمالی، تماشای مستندهای دربارهٔ کره شمالی تمرین کرد، و هنرهای رزمی را فراگرفت. او همچنین از احساس تنهاییش بعد از ترک کره جنوبی برای ساختن کاراکتر کمک گرفت، و خاطرات روزانه‌اش را از دید کاراکترش نوشت. سه-بیوک شخصیت مورد علاقهٔ طرفداران شد، و جونگ توسط منتقدان، ستارهٔ برک‌اوت اسکوئید گیمز نامیده شد.

## تصویر عمومی
جونگ هنگامی که به عنوان مدل کار می‌کرد، توسط طراحان به عنوان «آسیایی مو قرمز» شناخته شد. مونیکا کیم از مجلهٔ وگ، در سال ۲۰۱۵ او را «یکی از استعدادهای برتر مدلینگ سئول» خواند. جونگ در سال ۲۰۲۱، با پیشی گرفتن از بازیگران لی سونگ کیونگ و سونگ هه کیو، به بازیگر زن کره‌ای با بیشترین دنبال‌کننده در اینستاگرام تبدیل شد و تا اکتبر ۲۰۲۱، بیش از ۲۰ میلیون دنبال‌کننده در این پلتفرم دارد. در سال ۲۰۲۱، کی-سی ویلیامز از مجلهٔ والچر جونگ را «"آن" دخترهٔ فعلی جهان» نامید.

## زندگی شخصی
جونگ از سال ۲۰۱۶ با بازیگر لی دونگ-هوی در رابطه بوده‌است. ارزش خالص او ۴ میلیون دلار در سال ۲۰۲۱ برآورد می‌شود.

## فیلم‌شناسی

### تلویزیون
| سال  | عنوان             | نقش  | توضیحات                            | منابع  |
| ---- | ----------------- | ---- | ---------------------------------- | ------ |
| ۲۰۱۳ | مدل برتر بعدی کره | خودش | شرکت کنندهٔ فصل چهارم و نایب قهرمان | [ ۸ ]  |
| ن/م  | سلب مسئولیت       |      |                                    | [ ۳۱ ] |

### مجموعه اینترنتی
| سال  | عنوان     | نقش          | توضیحات      | منابع  |
| ---- | --------- | ------------ | ------------ | ------ |
| ۲۰۲۱ | بازی مرکب | کانگ سه-بیوک | نقش اصلی     | [ ۳۲ ] |
| ن/م  | ناگت مرغ  |              | حضور افتخاری | [ ۳۳ ] |

### موزیک ویدئو
| سال  | نام آهنگ                   | هنرمند     | منابع         |
| ---- | -------------------------- | ---------- | ------------- |
| ۲۰۱۳ | «دیوونه شدن» (Going Crazy) | لی هیوری   | [ ۳۴ ] [ ۳۵ ] |
| ۲۰۱۴ | «ضربان» (Beat)             | ۱۰۰٪       | [ ۲۰ ]        |
| ۲۰۱۴ | «حرکت» (Move)              | کیم یون-وو | [ ۳۶ ]        |
| ۲۰۱۹ | «طعم اسید» (Taste of Acid) | هات پوتیتو | [ ۳۷ ] [ ۳۸ ] |

## جوایز و نامزدی‌ها
| مراسم جوایز       | سال  | دسته                                   | نامزد/اثر | نتیجه | منبع          |
| ----------------- | ---- | -------------------------------------- | --------- | ----- | ------------- |
| جوایز آرتیست آسیا | ۲۰۲۱ | جایزه محبوبیت یو+آیدل لایو – بازیگر زن | None      | برنده | [ ۳۹ ] [ ۴۰ ] |
| جوایز Cine 21     | ۲۰۲۱ | بهترین بازیگر تازه‌کار زن سال           | بازی مرکب | برنده | [ ۴۱ ]        |

### فهرست‌ها
| ناشر   | سال  | فهرست                              | منبع   |
| ------ | ---- | ---------------------------------- | ------ |
| ورایتی | ۲۰۲۱ | ستارهٔ برک‌اوت بین‌المللی ۲۰۲۱ ورایتی | [ ۴۲ ] |